# Кармартен Таун
«Кармартен Таун» (валл. Clwb Pêl-droed Tref Caerfyrddin) — валлийский футбольный клуб, представляющий город Кармартен. В настоящий момент выступает в Южной Лиге Кимру - втором дивизионе Уэльса. Основан в 1948 году, домашние матчи проводит на стадионе «Ричмонд Парк», который вмещает 3 000 зрителей. Главным достижением клуба является победа в Кубке Уэльса в сезоне 2006/07.

## Достижения
- Кубок Уэльса по футболу:
  - Обладатель (1): 2006/07.
  - Финалист (2): 1998/99, 2004/05.

## Выступления в еврокубках
| Сезон   | Турнир          | Раунд |                | Клуб            | Счёт     |
| ------- | --------------- | ----- | -------------- | --------------- | -------- |
| 2001    | Кубок Интертото | 1R    | Флаг Швеции    | АИК             | 0-0, 0-3 |
| 2005-06 | Кубок УЕФА      | 1Q    | Флаг Ирландии  | Лонгфорд Таун   | 5-1, 0-2 |
|         |                 | 2Q    | Флаг Дании     | Копенгаген      | 0-2, 0-2 |
| 2006    | Кубок Интертото | 1R    | Флаг Финляндии | Тампере Юнайтед | 1-3, 0-5 |
| 2007-08 | Кубок УЕФА      | 1Q    | Флаг Норвегии  | Бранн           | 0-8, 3-6 |

- 1Q — первый квалификационный раунд,
- 2Q — второй квалификационный раунд,
- 1R — первый раунд.